# Ixonanthes icosandra
Ixonanthes icosandra är en tvåhjärtbladig växtart som beskrevs av Jack(en). Ixonanthes icosandra ingår i släktet Ixonanthes och familjen Ixonanthaceae. Inga underarter finns listade i Catalogue of Life.

## Bildgalleri

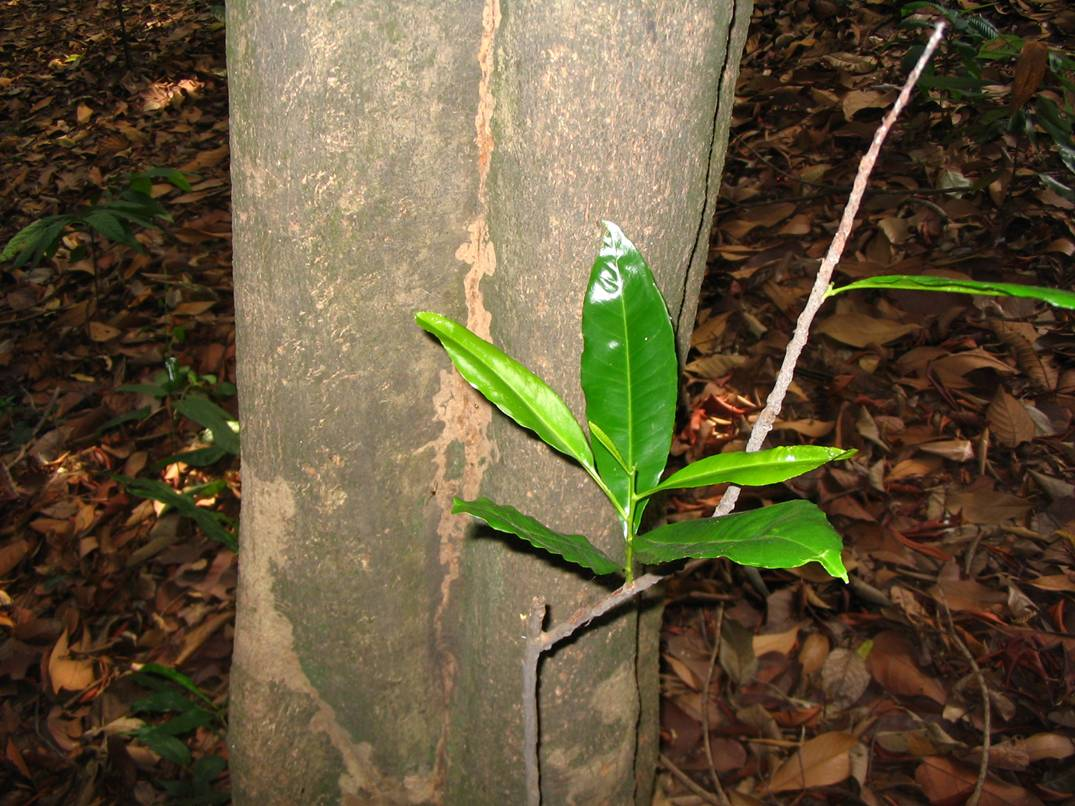
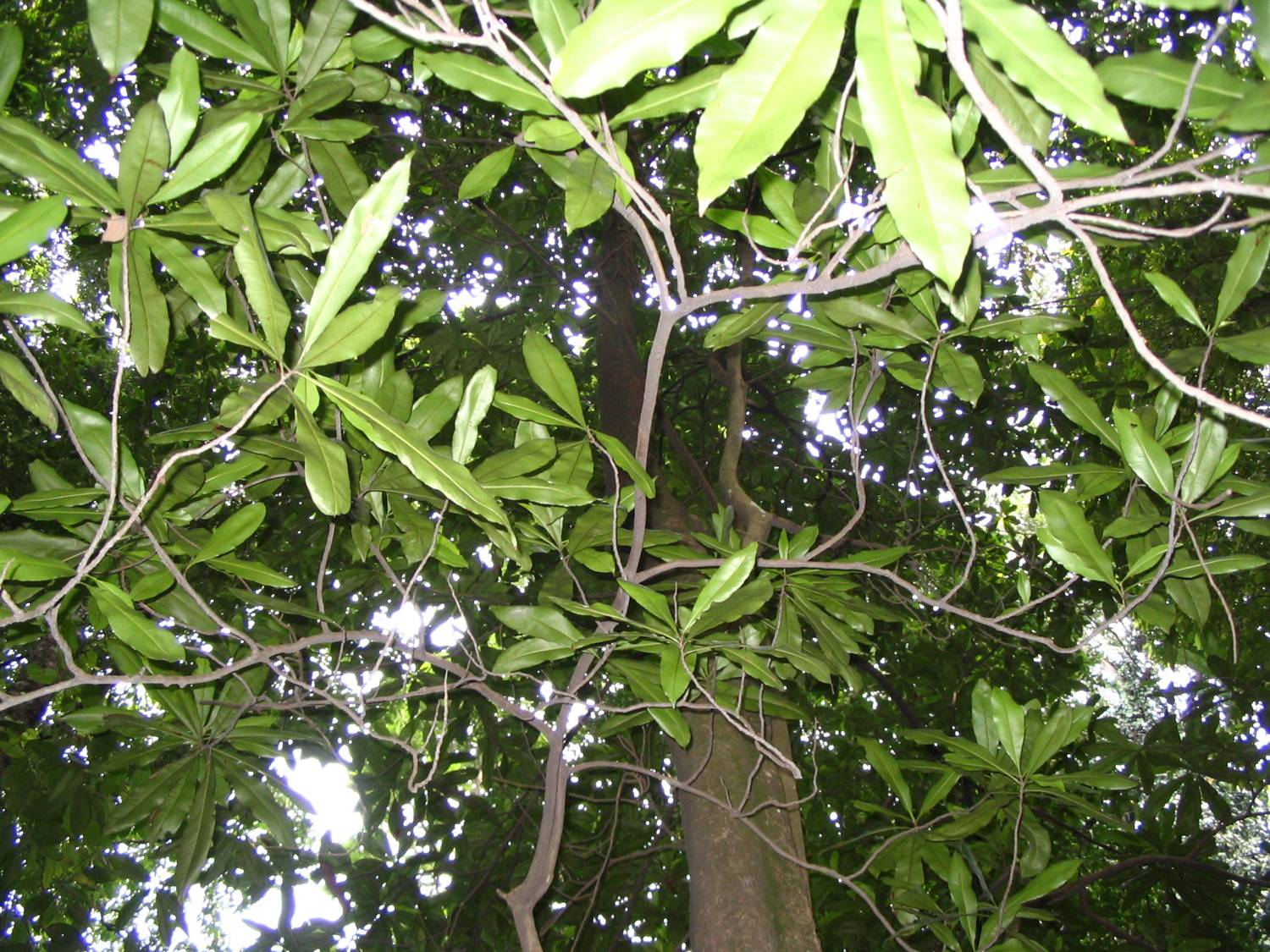